# Ahmad Brooks
Ahmad Kadar Brooks (Fairfax, 14 marzo 1984) è un ex giocatore di football americano statunitense che ha militato nel ruolo di linebacker nella National Football League (NFL). Fu scelto nel corso del terzo giro del draft supplementare 2006 dai Cincinnati Bengals. Al college ha giocato a football all’Università della Virginia.

## Carriera

### Cincinnati Bengals
Brooks entrò nel Draft supplementare del 2006 dopo la sua stagione da junior a Virginia e fu scelto dai Bengals nel corso del terzo giro il 13 luglio 2006. Fece il suo debutto nella NFL il 24 settembre in casa dei Pittsburgh Steelers senza far registrare statistiche. Nella sua stagione da rookie disputò 11 partite partendo come middle linebacker titolare dalla settimana 5 alla 9. In totale mise a referto 46 tackle, un sack e 2 passaggi deviati.
Nel debutto della stagione 2007, un Monday Night Football contro i Baltimore Ravens, Brooks partì come titolareterminando la gara con 6 tackle, un sack e forzando un fumble. Nella prima serie della gara successiva contro i Cleveland Browns, Brooks si ruppe un muscolo dell'inguine, terminando così la sua stagione.
Il 30 agosto 2008, Brooks fu tagliato dai Bengals.

### San Francisco 49ers
Il 31 agosto 2008, Brooks firmò coi San Francisco 49ers. La squadra svincolò il linebacker Dontarrious Thomas per fare spazio nel roster per Brooks. I 49ers tagliarono Brooks il 29 novembre per fare spazio al wide receiver Chris Hannon ma lo riassunsero il 2 dicembre dopo che Hannon fu tagliato.
Il 2 dicembre 2009, l'allenatore dei San Francisco 49ers Mike Singletary affermò che Brooks sarebbe da quel momento stato usato maggiormente in situazioni di pass rush. Nella settimana 14 della stagione 2009, Brooks mise a segno il proprio primato in carriera con 3 sack e 2 fumble forzati contro gli Arizona Cardinals.
Brooks partì per la prima volta come titolare in tutte le partite nella stagione 2011 e fece registrare i propri primati stagionali sia in tackle (50) che in sack (7).
Il 28 febbraio 2012, Brooks firmò coi Niners un'estensione contrattuale di 6 anni del valore di 44.5 milioni di dollari, 17,5 milioni dei quali garantiti. Il 12 gennaio 2013 fu inserito per la prima volta nel Second-team All-Pro.
Nel Super Bowl XLVII Brooks mise a segno 5 tackle e un sack su Joe Flacco ma i 49ers furono sconfitti 34-31 dai Baltimore Ravens.
Nella settimana 10 della stagione 2013, Brooks mise a segno 3 sack su Cam Newton dei Carolina Panthers e altri due nel turno 12 contro i Redskins. La sua stagione si concluse con 65 tackle, 8,5 sack e un intercetto, venendo premiato con la prima convocazione al Pro Bowl in carriera e inserito ancora nel Second-team All-Pro. Nel primo turno di playoff, i 49ers eliminarono i Packers al Lambeau Field grazie a un field goal negli ultimi secondi, in una gara in cui Brooks mise a segno due sack su Aaron Rodgers e forzò un fumble. Giocò una grande prestazione anche nella settimana successiva con 6 tackle e 2,5 sack su Cam Newtonn, consentendo ai Niners di non subire alcun punto nel secondo tempo e qualificarsi per la terza finale di conference consecutiva, dove furono eliminati dai Seahawks futuri vincitori del Super Bowl.
Brooks aprì la stagione 2014 con due sack su Tony Romo nella vittoria in trasferta sui Cowboys della settimana 1. La sua annata si chiuse guidando la squadra, assieme ad Aaron Lynch, con 6 sack.
Il 25 luglio 2017, Brooks fu svincolato dai 49ers.

## Palmarès

### Franchigia
- National Football Conference Championship: 1

San Francisco 49ers: 2012

### Individuale
- Convocazioni al Pro Bowl: 1

2013
- Second-team All-Pro: 2

2012, 2013

## Statistiche
| Partite totali      | 89   |
| Partite da titolare | 58   |
| Tackle totali       | 275  |
| Sack fatti          | 41,0 |
| Intercetti          | 3    |
| Fumble forzati      | 11   |

Statistiche aggiornate alla stagione 2014